# Eerste klasse 1981-82 (voetbal België)
Het seizoen 1981/82 van de Belgische Eerste Klasse ging van start in de zomer van 1981 en eindigde in de lente van 1982. Standard Luik werd landskampioen voor de zevende maal in zijn geschiedenis. De vorige titel was reeds elf jaar geleden. Standard kwam achteraf in de Bellemans-affaire in opspraak omwille van competitiefraude in de afsluitende wedstrijd tegen Waterschei SV Thor, maar bleef uiteindelijk zijn titel houden.

## Gepromoveerde teams
Deze teams waren gepromoveerd uit de Tweede Klasse voor de start van het seizoen:
- KSK Tongeren (kampioen in Tweede)
- KV Mechelen (eindrondewinnaar)

## Degraderende teams
Deze teams degradeerden naar Tweede Klasse op het eind van het seizoen:
- K. Beringen FC
- KV Mechelen

## Titelstrijd
Standard de Liège werd landskampioen met twee punten voorsprong op de eerste achtervolger RSC Anderlecht. In 1984 kwam echter aan het licht dat de club deze titel mede door omkoping (de Zaak-Bellemans) had behaald.

## Europese strijd
Standard was als landskampioen geplaatst voor de Europacup voor Landskampioenen van het volgend seizoen. Eerste achtervolgers RSC Anderlecht, KAA Gent en KSC Lokeren plaatsten zich voor de UEFA Cup. Antwerp FC eindigde als vijfde net op een puntje van Lokeren, en miste zo nipt Europees voetbal. Als bekerwinnaar plaatste Waterschei SV Thor zich voor de Europese Beker voor Bekerwinnaars.

## Degradatiestrijd
Het pas gepromoveerde KV Mechelen eindigde afgetekend allerlaatste en degradeerde. Beringen FC echter strandde op een voorlaatste plaats amper één puntje van meerdere andere ploegen, en werd zo ook veroordeeld tot degradatie.

## Eindstand
|         |    |                            | P  | W  | G  | V  | +  | -  | DS  | Ptn |
| ------- | -- | -------------------------- | -- | -- | -- | -- | -- | -- | --- | --- |
| K       | 1  | R. Standard de Liège       | 34 | 19 | 10 | 5  | 59 | 28 | 31  | 48  |
| (UEFA)  | 2  | RSC Anderlecht             | 34 | 19 | 8  | 7  | 56 | 31 | 25  | 46  |
| (UEFA)  | 3  | KAA Gent                   | 34 | 16 | 13 | 5  | 38 | 20 | 18  | 45  |
| (UEFA)  | 4  | KSC Lokeren                | 34 | 17 | 10 | 7  | 56 | 32 | 24  | 44  |
|         | 5  | Antwerp FC                 | 34 | 17 | 9  | 8  | 45 | 23 | 22  | 43  |
|         | 6  | KV Kortrijk                | 34 | 14 | 10 | 10 | 39 | 35 | 4   | 38  |
|         | 7  | KSK Beveren                | 34 | 14 | 9  | 11 | 45 | 33 | 12  | 37  |
|         | 8  | K. Lierse SV               | 34 | 14 | 8  | 12 | 49 | 51 | -2  | 36  |
| (beker) | 9  | K. Waterschei SV Thor Genk | 34 | 11 | 8  | 15 | 44 | 55 | -11 | 30  |
|         | 10 | KSK Tongeren               | 34 | 11 | 8  | 15 | 40 | 54 | -14 | 30  |
|         | 11 | RWD Molenbeek              | 34 | 11 | 7  | 16 | 41 | 49 | -8  | 29  |
|         | 12 | KSV Waregem                | 34 | 10 | 9  | 15 | 30 | 34 | -4  | 29  |
|         | 13 | KFC Winterslag             | 34 | 10 | 9  | 15 | 24 | 49 | -25 | 29  |
|         | 14 | KSV Cercle Brugge          | 34 | 10 | 8  | 16 | 57 | 61 | -4  | 28  |
|         | 15 | Club Brugge KV             | 34 | 10 | 8  | 16 | 46 | 46 | 0   | 28  |
|         | 16 | RFC Liégeois               | 34 | 10 | 8  | 16 | 36 | 50 | -14 | 28  |
| D       | 17 | K. Beringen FC             | 34 | 9  | 9  | 16 | 33 | 50 | -17 | 27  |
| D       | 18 | KV Mechelen                | 34 | 6  | 5  | 23 | 28 | 65 | -37 | 17  |

P: wedstrijden gespeeld, W: wedstrijden gewonnen, G: gelijke spelen, V: wedstrijden verloren, +: gescoorde doelpunten, -: doelpunten tegen, DS: doelsaldo, Ptn: totaal punten
K: kampioen, D: degradeert, (beker): bekerwinnaar, (UEFA): geplaatst voor UEFA-beker

## Topscorers
Erwin Vandenbergh van Lierse SV werd voor het derde seizoen op rij topschutter. Hij scoorde 25 keer.
1895/96 · 1896/97 · 1897/98 · 1898/99 · 1899/00 · 1900/01 · 1901/02 · 1902/03 · 1903/04 · 1904/05 · 1905/06 · 1906/07 · 1907/08 · 1908/09 · 1909/10 · 1910/11 · 1911/12 · 1912/13 · 1913/14 · 1914/15 · 1915/16 · 1916/17 · 1917/18 · 1918/19 · 
1919/20 · 1920/21 · 1921/22 · 1922/23 · 1923/24 · 1924/25 · 1925/26 · 1926/27 · 1927/28 · 1928/29 · 1929/30 · 1930/31 · 1931/32 · 1932/33 · 1933/34 · 1934/35 · 1935/36 · 1936/37 · 1937/38 · 1938/39 · 1939/40 · 1940/41 · 1941/42 · 1942/43 · 1943/44 · 1944/45 · 1945/46 · 1946/47 · 1947/48 · 1948/49 · 1949/50 · 1950/51 · 1951/52 · 1952/53 · 1953/54 · 1954/55 · 1955/56 · 1956/57 · 1957/58 · 1958/59 · 1959/60 · 1960/61 · 1961/62 · 1962/63 · 1963/64 · 1964/65 · 1965/66 · 1966/67 · 1967/68 · 1968/69 · 1969/70 · 1970/71 · 1971/72 · 1972/73 · 1973/74 · 1974/75 · 1975/76 · 1976/77 · 1977/78 · 1978/79 · 1979/80 · 1980/81 · 1981/82 · 1982/83 · 1983/84 · 1984/85 · 1985/86 · 1986/87 · 1987/88 · 1988/89 · 1989/90 · 1990/91 · 1991/92 · 1992/93 · 1993/94 · 1994/95 · 1995/96 · 1996/97 · 1997/98 · 1998/99 · 1999/00 · 2000/01 · 2001/02 · 2002/03 · 2003/04 · 2004/05 · 2005/06 · 2006/07 · 2007/08 · 2008/09 · 2009/10 · 2010/11 · 2011/12 · 2012/13 · 2013/14 · 2014/15 · 2015/16 · 2016/17 · 2017/18 · 2018/19 · 2019/20 · 2020/21· 2021/22 · 2022/23 · 2023/24 · 2024/25